# Colruyt

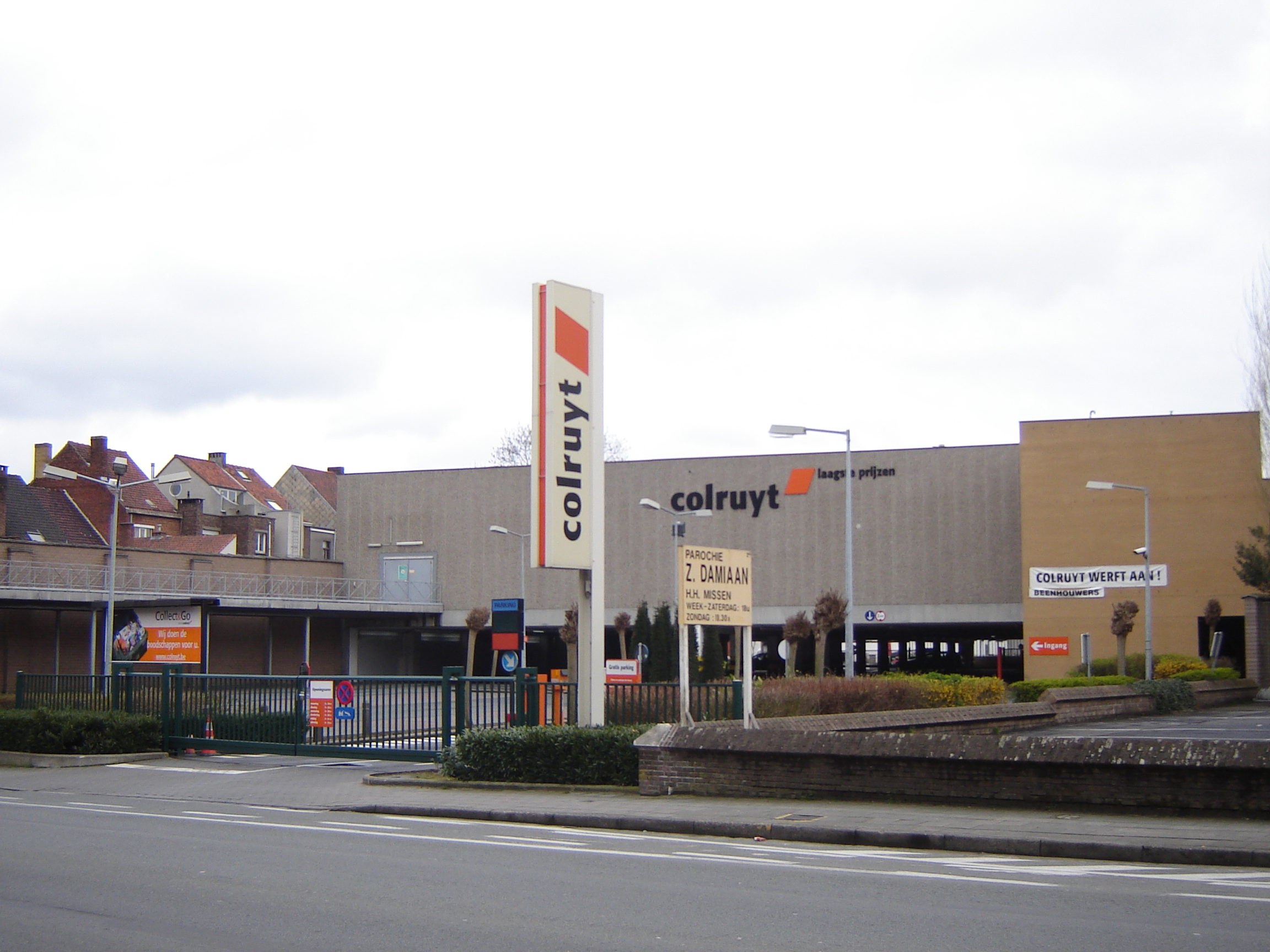
Filiale di Colruyt a Courtrai

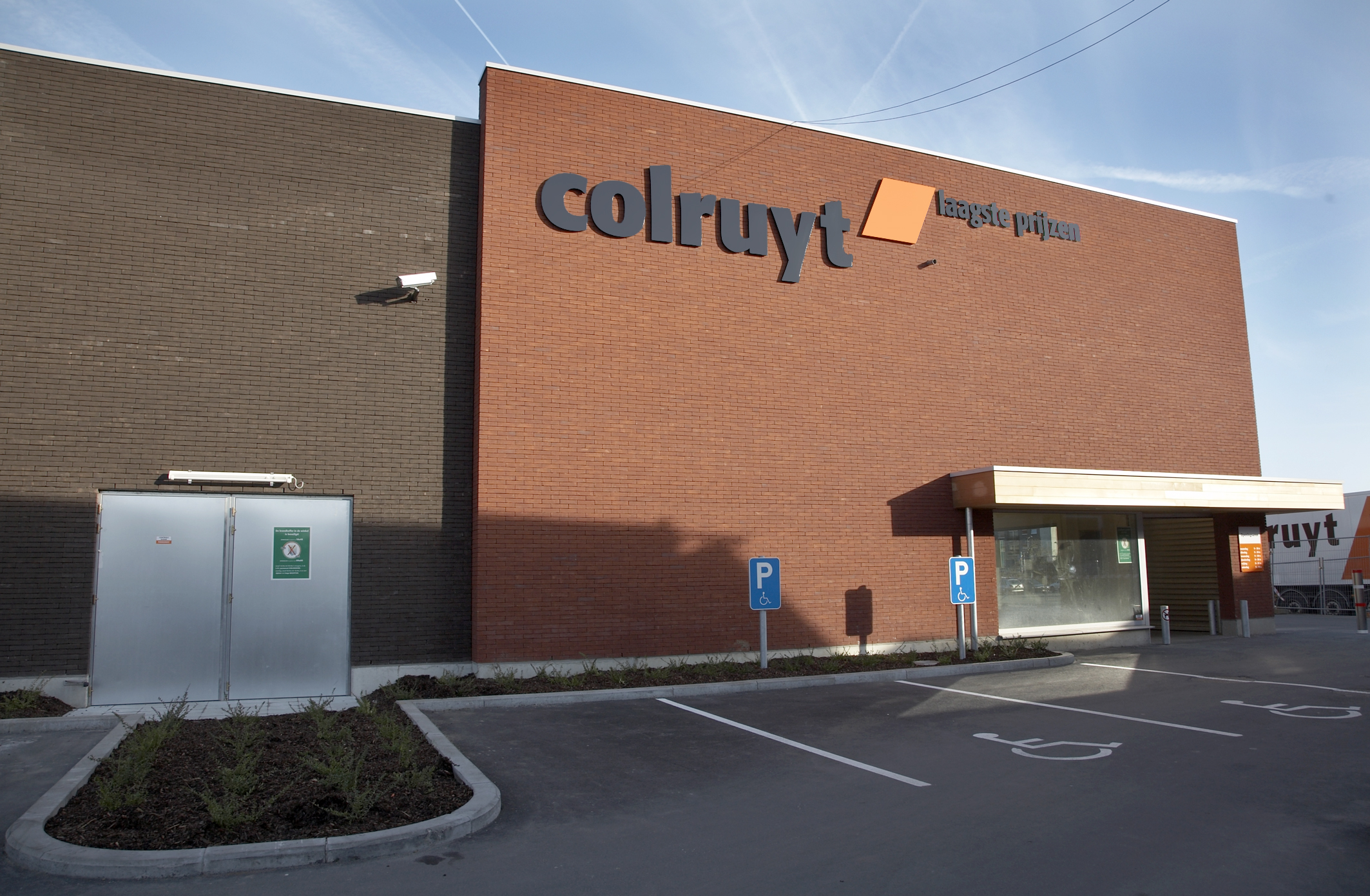
Negozio Colruyt a Ninove

Colruyt è una catena di supermercati belga con sede a Lembeek (Halle). Vuole distinguersi dalla concorrenza per il suo approccio senza fronzoli e garantire prezzi più bassi. Colruyt si concentra principalmente sulle famiglie con bambini. La catena di distribuzione porta il nome del fondatore dell'azienda di famiglia, Franz Colruyt. Colruyt è stata fondata a Bruxelles nel 1965 con il nome Discount. Nel 1976, la catena Colruyt divenne il nome attuale. Colruyt fa parte del gruppo Colruyt, una multinazionale belga attiva nei supermercati all'ingrosso e fuori dai supermercati Colruyt.

## Storia
- 1928 Il panettiere Franz Colruyt inizia un commercio all'ingrosso di prodotti coloniali a Lembeek (caffè, spezie, ecc.). Colruyt inizialmente fornisce generi alimentari nella regione di Halle, per poi espandersi a Bruxelles e dintorni.
- 1950 Fondazione di Etn. Franz Colruyt nv, grossista di prodotti alimentari.
- 1953 Fondazione di Boni. La formula del negozio offre negozi di alimentari indipendenti affiliati.
- 1958 Insieme ai suoi fratelli, Jo Colruyt, figlio di Franz Colruyt, assume la direzione dell'azienda. Colruyt fornisce già prodotti alimentari a più di 800 rivenditori indipendenti.
- 1962 Colruyt rileva il self-service Verloo a Ixelles. Discount Verloo apre a Universiteitslaan due anni dopo; È solo nel 1976 che questi supermercati e altri della società portano il nome di "Colruyt". A causa della concorrenza dei supermercati più grandi e "di lusso" nella zona, Jo Colruyt ha deciso di vendere i rinomati marchi di Discount Verloo al 10% in meno: l'inizio della politica dei prezzi più bassi.
- 1964 A causa dell'arrivo dei primi supermercati, la fornitura dei piccoli negozi Boni diventa troppo costosa. Colruyt ha iniziato a sperimentare nuovi formati moderni di vendita al dettaglio, come Cash&Carry o semplicemente "Cash", una formula self-service peri lavoratori autonomi.
- 1976 Anche i concorrenti usano il termine "Discount". Tutti i negozi Discount, i due grossisti 'Cash' e la formula intermedia 'Cash Discount' hanno tutti il nome Colruyt.
- 1977 Colruyt nv entra in Borsa.
- 1984 Apertura dell'azienda di lavorazione della carne Vlevico (Vlees Viande Colruyt).
- 1987 L'introduzione della scansione completa al registratore di cassa. Colruyt non funziona più con le schede perforate che i clienti dovevano prendere insieme con il prodotto. I codici a barre sono letti dal registratore di cassa.
- 1994 Muore Jo Colruyt. Suo figlio Jef Colruyt lo segue.
- 1996 Apre il primo negozio Colruyt in Francia.
- 1998 Colruyt inizia con il servizio di consegna Collivery.
- 2000 viene istituito il servizio di raccolta Collect&Go. I clienti prenotano i loro prodotti alimentari online e possono ritirarli il giorno successivo nel negozio di loro scelta.
- 2008 Colruyt apre il suo primo negozio nel Granducato di Lussemburgo.
- 2012 Colruyt apre il suo primo negozio a basso consumo energetico a Wépion (vicino a Namur).
- 2013 Colruyt apre il suo primo negozio di quarta generazione a Halle.
- 2013 Colruyt raggruppa più di 50 marchi di case (Belsy, Galaxi, Eldorado ...) con un unico marchio: Boni Selection.
- 2013 Colruyt lascia il gruppo di acquisto internazionale Coopernic e fonda insieme a Conad (Italia), Gruppo Coop (Svizzera) e REWE Group (Germania) e Système U (che ha lasciato AMS), CORE, con sede a Bruxelles.

## I negozi
Il numero di negozi a partire dal 09/09/2014: 231 in Belgio, 3 nel Granducato del Lussemburgo e 70 in Francia. I negozi Colruyt sono sobri e semplicemente decorati senza decorazioni o fronzoli e non viene ascoltata musica. Secondo Colruyt, l'illuminazione e il riscaldamento sono regolati nel modo più efficiente possibile per mantenere i costi più bassi possibile. Latticini, frutta, verdura e carni lavorate si trovano tutti in un grande spazio refrigerato: il mercato del fresco. I prodotti congelati sono conservati in scaffali chiusi. Il sistema di registratore di cassa differisce dagli altri negozi. Non esiste una banda: i dipendenti mettono i prodotti da un paniere all'altro. I carrelli di solito non hanno un lucchetto.

## Scheda perforata
Colruyt iniziò nel 1965 come il primo negozio con i computer alla cassa e le schede perforate negli scaffali. I cassieri hanno elaborato le schede perforate raccolte dai clienti durante i loro acquisti. La scheda perforata aveva vantaggi e svantaggi. L'uso della scheda perforata era utile per l'aprovigionamento del magazzino e la gestione dell'inventario. Alla cassa, tuttavia, le schede perforate possono causare ritardi perché i clienti a volte dimenticano di prendere una scheda o di prendere la scheda perforata sbagliata. Per alcuni clienti, la scheda perforata ha impedito gli acquisti a Colruyt. Nel 1987, Colruyt è stata la prima società di distribuzione in Belgio a passare alla "completa digitalizzazione": i codici a barre sugli imballaggi sono scannerizzati otticamente con scanner a mano sul registratore di cassa. Il codice a barre sostituisce la scheda perforata, che ha contribuito a dare un posto di rilievo all'immagine della catena di supermercati tra il pubblico. Nessun prezzo è inserito manualmente alla cassa. Ciò riduce il rischio di errori. Colruyt ha utilizzato un nuovo tipo di scanner per codici a barre dal 2012.

## Politica dei prezzi e slogan I migliori prezzi
Lo slogan "I migliori prezzi" adorna ogni negozio Colruyt. La catena di distribuzione continua a pretendere di essere in grado di garantire il prezzo più basso, sia per ogni categoria di prodotto sia per un paniere medio con diversi tipi di prodotti. Colruyt controlla sistematicamente i prezzi degli altri negozi nelle vicinanze e, se necessario, adegua i prezzi. Ogni giorno, i dipendenti della segreteria dei prezzi Colruyt registrano migliaia di premi, offerte speciali e promozioni della concorrenza.
Nel suo sondaggio annuale sui prezzi del 2012, l'organizzazione dei consumatori Test-Aankoop ha stabilito che Colruyt è il supermercato più economico. Ciò riguarda sia i marchi e i prodotti scontati (dalla marca Everyday) che i prodotti biologici (come Bio-time).

## Collect&Go
Collect&Go è il servizio di raccolta Colruyt dal 2000. I clienti prenotano i loro acquisti online con il loro computer o smartphone. Ritirano il loro ordine il giorno successivo in uno dei 139 punti di raccolta Collect&Go collegati a un negozio Colruyt. I clienti possono scegliere tra l'intera gamma di alimenti e una selezione di articoli non alimentari.
Nel giugno 2011, Colruyt è stata la prima catena di supermercati a lanciare un'applicazione per smartphone che consente ai clienti di inviare la loro lista della spesa e ordinare i loro prodotti. Nel frattempo, circa il 10% delle prenotazioni di Collect&Go sono già state avviate tramite uno iPhone o Android-smartphone.
Colruyt ha ricevuto il Digital Gazelle Award per il servizio di asporto Collect&Go nel 2013 dalla rivista economica e finanziaria Trends.

## Colruyt Francia
Colruyt ha mosso i suoi primi passi in Francia nel 1996. La catena di distribuzione ha rilevato le azioni del gruppo di distribuzione francese Ripotot. Successivamente, Ripotot è stato rinominato Codifrance: Colruyt Distribution France. Codifrance impiega circa 60 negozi Colruyt nel 2013, principalmente nella Francia orientale e nord-orientale.
Il concetto francese di Colruyt si basa sulla formula belga, sebbene il mercato francese sia molto diverso da quello del Belgio. Questo è il motivo per cui Colruyt si sta profilando con l'approccio "Prix-Qualitè". La formula di vendita al dettaglio vanta il prezzo più basso per tutte le principali marche e prodotti simili dal 2009. Le filiali in Francia non sono grandi supermercati, ma negozi locali che vendono prodotti freschi e locali, una selezione di vini e formaggi e una macelleria tradizionale. I nuovi negozi hanno anche una panetteria artigianale.
Anche i negozi francesi Colruyt lavorano con la carta "Extra Discount" dal 2014.

## Bio-Planet
Bio-Planet è una catena di bio-supermercati e un negozio online parte del gruppo Colruyt. La linea di prodotti comprende prodotti biologici ed ecologici.
Il negozio Bio-Planet a Lovanio è stato il primo negozio ad alta efficienza energetica in Belgio. Il magazzino di risparmio energetico è isolato in modo tale che sia richiesto solo un minimo di energia per il riscaldamento e il raffreddamento. Parte del tetto è anche un tetto verde. Ci sono pannelli solari sul resto del tetto.
La prima filiale straniera Bio-Planet ha aperto all'inizio del 2007 a Eindhoven (Paesi Bassi). Nel 2008, questo ramo ha chiuso le porte. All'inizio del 2014 è stato aperto a Nivelles il primo negozio Bio-Planet in Vallonia.